# Lijst van oorlogsmonumenten in Maassluis
De Nederlandse gemeente Maassluis heeft 3 oorlogsmonumenten. Hieronder een overzicht.
| Nr.                             | Object              | Herdachte groep | Ontwerper     | Onthulling | Type            | Locatie                                  | Plaats    | Coördinaten                   | Foto                |
| ------------------------------- | ------------------- | --- | ------------- | ---------- | --------------- | ---------------------------------------- | --------- | ----------------------------- | ------------------- |
| 799                             | Oorlogsmonument     | burgerslachtoffers, militairen in dienst van het Ned. Kon. na 1945, militairen in dienst van het Ned. Kon. 1940-1945, burgers voormalig Nederlands-Indië | Ek van Zanten | 4 mei 1966 | beeld/sculptuur | Prinses Julianaplantsoen, 3143 LE        | Maassluis | 51° 54' 60" NB, 4° 15' 25" OL | Oorlogsmonument     |
| 3129                            | Herdenkingsmonument | burgerslachtoffers | Leen Droppert |            | overig          | Kerkplein, 3144 EK                       | Maassluis | 51° 55' 18" NB, 4° 15' 3" OL  | Herdenkingsmonument |
| Dit oorlogsmonument op Wikidata | Stolpersteine       | vervolgden Nederland | Gunter Demnig |            | reliëf          | Zie Lijst van Stolpersteine in Maassluis | Maassluis |                               | Meer afbeeldingen   |

Alblasserdam ·
Albrandswaard ·
Alphen aan den Rijn ·
Barendrecht ·
Bodegraven-Reeuwijk ·
Capelle aan den IJssel ·
Delft ·
Den Haag ·
Dordrecht ·
Goeree-Overflakkee ·
Gorinchem ·
Gouda ·
Hardinxveld-Giessendam ·
Hendrik-Ido-Ambacht ·
Hillegom ·
Hoeksche Waard ·
Kaag en Braassem ·
Katwijk ·
Krimpen aan den IJssel ·
Krimpenerwaard ·
Lansingerland ·
Leiden ·
Leiderdorp ·
Leidschendam-Voorburg ·
Lisse ·
Maassluis ·
Midden-Delfland ·
Molenlanden ·
Nieuwkoop ·
Nissewaard ·
Noordwijk ·
Oegstgeest ·
Papendrecht ·
Pijnacker-Nootdorp ·
Ridderkerk ·
Rijswijk ·
Rotterdam ·
Schiedam ·
Sliedrecht ·
Teylingen ·
Vlaardingen ·
Voorne aan Zee ·
Voorschoten ·
Waddinxveen ·
Wassenaar ·
Westland ·
Zoetermeer ·
Zoeterwoude ·
Zuidplas ·
Zwijndrecht